# Індустрія гостинності
Індустрія гостинності — широка категорія галузей у складі індустрії послуг, що включає послуги розміщення, послуги харчування та питні заклади, організація заходів, парки розваг, транспорт, круїзні лінії, подорожі та додаткові галузі індустрії туризму.
Індустрія гостинності — індустрія, яка залежить від наявності вільного часу та наявного доходу. Одиниця у індустрії як ресторан, готель або парк розваг складається з багатьох підрозділів, як-от обслуговування об'єкта та безпосередні операції (сервери, прибиральниці, портьє, кухарі, бармени, менеджмент, маркетинг, управління людськими ресурсами, та інші).
Перед структуруванням як галузі, історичні корені гостинності можна знайти в західному світі у вигляді соціальної допомоги переважно для християнських паломників, які прямували до Риму. З цієї причини найстарішою державною лікарнею в Європі була Ospedale di Santo Spirito in Sassia, заснована в Римі у VIII столітті. за зразком східного світу.

## Розміщення та проживання
Відповідно до словника Cambridge Business English, «індустрія гостинності» складається з готелів і продовольчого обслуговування, еквівалентних коду NAICS 72, "«Розміщення та харчове обслуговування". 
- Готель
- Мотель
- Трактир
- Курорт

## Ресторани та бари
- Бар
- Кав'ярня
- Нічний клуб
- Паб
- Заклад громадського харчування
- Чайхана
- Енотека

## Подорожі та туризм
- Туристичний агент
- Туристичний оператор
- Казино

## Визначення сфери в Сполучених Штатах
У 2020 році Міністерство праці США відповідно до стандартної промислової класифікації (SIC) визначало індустрію гостинності більш широко, включивши:
- 701 готель і мотель, в тому числі готель міні-готелі типу Bed and breakfast, готелі, кімнати і котеджі, готелі з казино, хостели, мотелі, невеликі готелі готелі з меблюванням та харчуванням, рекреаційні готелі, курортні готелі, сезонні готелі, лижні будиночки, туристичні каюти
- 704 організовані на основі членства готелі і житло
- 58 спеціальних місць харчування
- 5812 місць харчування, в тому числі ресторани (серед яких ресторани з вікном обслуговування водіїв, ресторани швидкого харчування), автомати, буфети, кафе, кафетерії, кав'ярні, кооперативні ресторани, як от їдальні; піцерії, суші-бари, кібер-кафе, рамен-шопи, устричні бари, субмарина-сендвіч-шопи, чайхани, закусочні тощо
- 5813 питні місця бари, пивні сади/салони/таверни, пляшкові клуби, кабаре, коктейльні зали, дискотеки, пивні місця, нічні клуби, таверни, винні бари, енотеки тощо